# Gniewomir (władca)
Gniewomir – znany z kroniki Galla Anonima możny lub książę pomorski władający nad terenami nadnoteckimi, z siedzibą w grodzie Czarnków.
Według relacji Galla, podczas wyprawy Bolesława Krzywoustego latem 1108 roku Polacy używając wież oblężniczych zmusili gród Czarnków do poddania się. Gniewomir wraz z poddanymi przyjął wówczas chrzest; jego ojcem chrzestnym miał być sam Bolesław. Gdy pod koniec tego samego roku Krzywousty wyprawił się na Czechy, Gniewomir zbuntował się przeciw swojemu zwierzchnikowi. Pomorzanie oblegli wówczas Ujście. Gniewomir miał podstępem zmusić obrońców miasta do poddania się, przekazując im fałszywą wieść, iż Bolesław został pobity przez Czechów i dostał się do niewoli niemieckiej. O dalszych losach Gniewomira kronikarz milczy.
Wincenty Kadłubek uczynił z Gniewomira Bolesławowego naczelnika Pomorza. Zanotował także, że po zdobyciu przez polskiego księcia Wielenia zimą 1108/09 wiarołomny wódz Pomorzan został skazany na śmierć przez obicie kijami.
Gniewomir najprawdopodobniej był tylko mało znaczącym księciem lokalnym lub zwykłym możnym panującym nad Czarnkowem i okolicą, być może pochodzenia polskiego, przypuszczalnie nie spokrewnionym w ogóle z książęcą dynastią Gryfitów.